# Walter Mondale
Walter Frederick "Fritz" Mondale (5 tháng 1 năm 1928 - 19 tháng 4 năm 2021) là một chính trị gia và luật sư người Mỹ. Ông từng là Phó Tổng thống thứ 42 của Hoa Kỳ từ năm 1977 đến năm 1981, và là Thượng Nghị sĩ Hoa Kỳ cho bang Minnesota (1964-1976). Ông là ứng cử viên Đảng Dân chủ ứng cử Tổng thống Hoa Kỳ năm 1984, nhưng để thua trước Ronald Reagan.

## Đầu đời
Walter Frederick Mondale sinh ngày 5 tháng 1 năm 1928 tại Ceylon, Minnesota. Do cuộc Đại suy thoái, Mondale lớn lên trong nghèo khó. Gia đình ông chuyển từ Ceylon đến Blue Lake vào năm 1934, và đến Elmore vào năm 1937. Khi ông còn nhỏ, Mondale bị ảnh hưởng nặng nề bởi niềm tin tôn giáo của cha mình, ủng hộ phong trào dân quyền.Năm 1948, cha ông qua đời vì đột quỵ.  Mondale theo học các trường công lập và sau đó là Cao đẳng Macalester trong hai năm trước khi chuyển sang Đại học Minnesota, từ đó ông tốt nghiệp cử nhân khoa học chính trị năm 1951.
Mondale không đủ khả năng theo học trường luật, ông đã nhập ngũ vào Quân đội Hoa Kỳ năm 1951, ngay sau khi tốt nghiệp. Ông phục vụ tại Fort Knox trong Chiến tranh Triều Tiên, đầu tiên là một thủy thủ đoàn xe trinh sát bọc thép, và sau đó là một chuyên gia về chương trình giáo dục. Ông đạt cấp bậc hạ sĩ và được giải ngũ năm 1953. Mondale ghi danh vào Trường Luật của Đại học Minnesota, được hỗ trợ bởi G.I. Bill, và tốt nghiệp cử nhân Luật năm 1956. Trong trường luật, ông phục vụ trên Tạp chí Luật Minnesota và là thư ký luật cho Thẩm phán Tòa án Tối cao Minnesota Thomas F. Gallagher. Năm 1955, Mondale kết hôn với Joan Adams, người mà ông gặp trong một buổi hẹn hò giấu mặt. Sau đó, ông hành nghề luật ở Minneapolis trong bốn năm trước khi tham gia chính trị.

## Sự nghiệp chính trị

### Thượng nghị sĩ

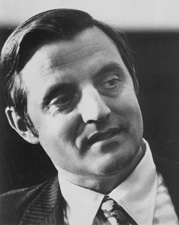
Thượng nghị sĩ Walter F. Mondale

Vào ngày 30 tháng 12 năm 1964, Thống đốc Minnesota Karl Rolvaag bổ nhiệm Mondale vào Thượng viện Hoa Kỳ để thay thế Humphrey do Hubert Humphrey từ chức sau khi được bầu làm Phó Tổng thống Hoa Kỳ. Mondale được bầu vào Thượng viện lần đầu tiên vào năm 1966, đánh bại ứng cử viên Đảng Cộng hòa Robert A. Forsythe, từ 53,9% đến 45,2%.
Năm 1972, ứng cử viên tổng thống của đảng Dân chủ George McGovern đã đề nghị Mondale trở thành người tranh cử phó tổng thống của ông, nhưng ông đã từ chối. Năm đó, Mondale được bầu lại vào Thượng viện với hơn 57% số phiếu bầu, ngay cả khi Tổng thống Nixon thắng tại bang Minnesota. Ông đã phục vụ với tư cách là thượng nghị sĩ từ quốc hội Hoa Kỳ lần thứ 88 cho đến lần thứ 94.

### Phó tổng thống Hoa Kỳ (1977-1981)

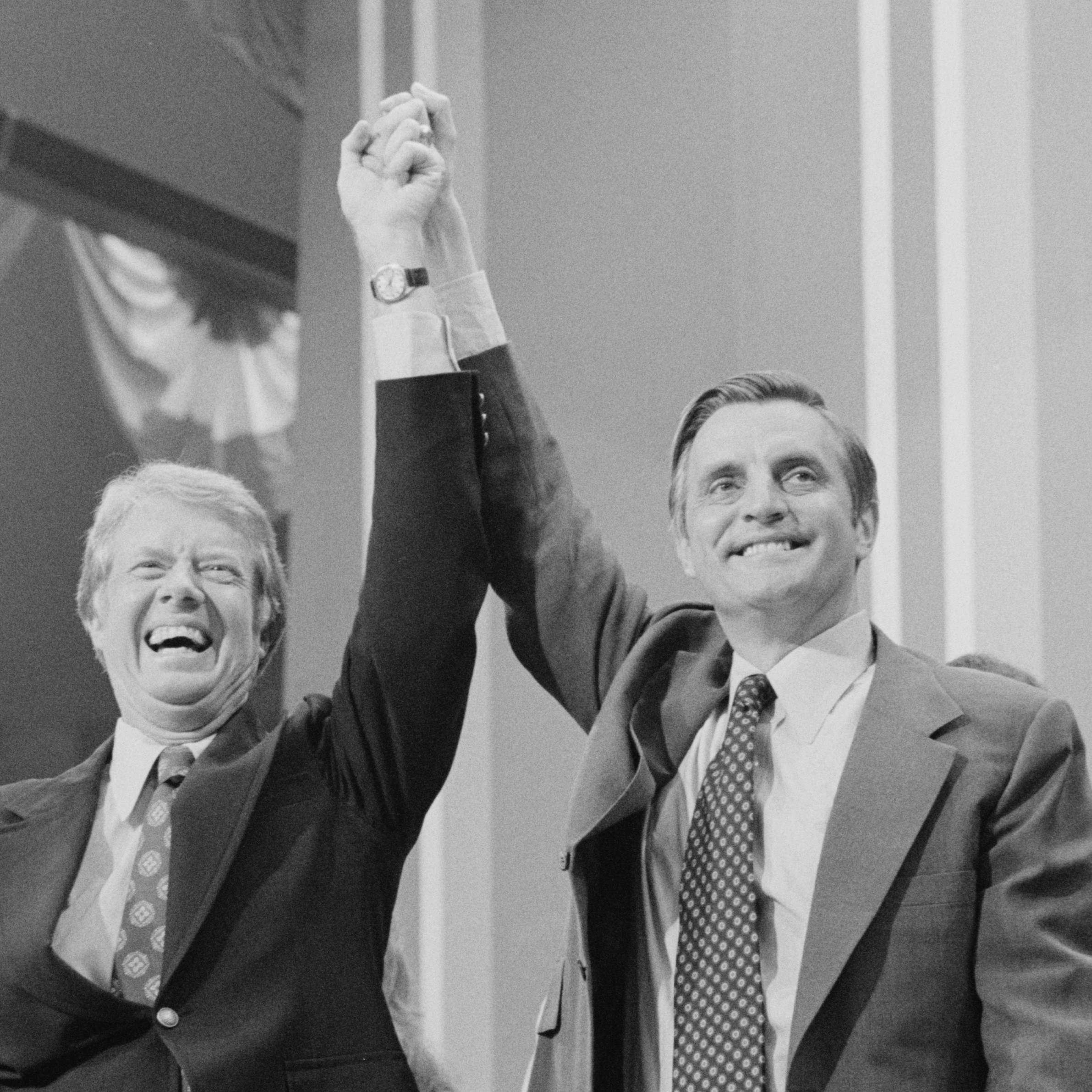
Carter (trái) và Mondale tại Đại hội của đảng Dân chủ năm 1976

Khi Jimmy Carter giành được đề cử tổng thống của đảng Dân chủ vào năm 1976, ông đã chọn Mondale làm người đồng tranh cử của mình. Walter Mondale đã vận động cho liên doanh ở nhiều bang khác nhau. Trong khi vận động tranh cử ở Toledo, Ohio, ông nói rằng đất nước cần một tổng thống mạnh mẽ để ngăn chặn lạm phát, và tổng thống hiện tại không đủ can đảm để chống lại các doanh nghiệp lớn. Vào ngày 2 tháng 11 năm 1976, Liên doanh Carter-Mondale giành chiến thắng, và Mondale tuyên thệ nhậm chức Phó Tổng thống Hoa Kỳ vào ngày 20 tháng 1 năm 1977.
Dưới thời Carter, Mondale đã đi nhiều nơi trên toàn quốc và thế giới ủng hộ chính sách đối ngoại của chính quyền. Chuyến đi của ông cũng bao gồm chuyến thăm tàu USS Midway (CV-41), lúc đó đang đóng quân ở Ấn Độ Dương, trong cuộc khủng hoảng con tin Iran. Mondale là phó tổng thống đầu tiên có văn phòng tại Nhà Trắng và thiết lập khái niệm "Phó tổng thống hoạt động". Ông bắt đầu truyền thống ăn trưa hàng tuần với tổng thống, điều này vẫn tiếp tục cho đến ngày nay. Quan trọng hơn, ông đã mở rộng vai trò của phó tổng thống từ bù nhìn thành cố vấn tổng thống, là người tham gia toàn thời gian và là người gỡ rối cho chính quyền. Các phó tổng thống tiếp theo đã theo mô hình này. Năm 1979, Đài truyền hình công cộng Twin Cities sản xuất một bộ phim tài liệu về chuyến đi của ông đến Na Uy, có tựa đề Walter Mondale: Có một vịnh hẹp trong quá khứ của bạn. Vở kịch nói về khẩu hiệu quảng cáo nổi tiếng "Có một chiếc Ford trong tương lai của bạn".
Mondale đã bỏ một phiếu bất hòa tại Thượng viện Hoa Kỳ vào ngày 4 tháng 11 năm 1977, cho phép thông qua dự luật tài trợ An sinh xã hội. 

### Bầu cử năm 1980

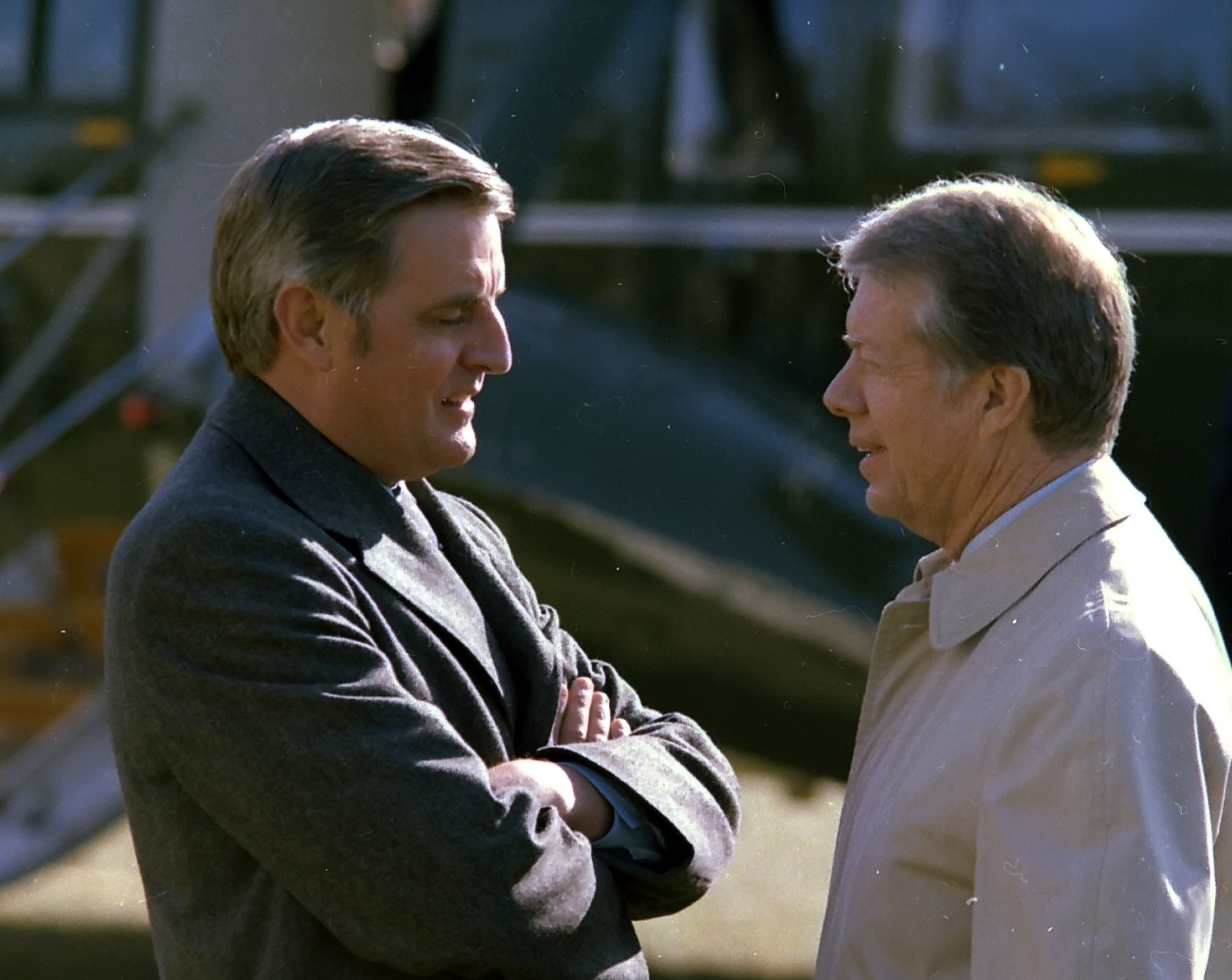
Mondale và Carter vào năm 1979

Carter và Mondale đã được đề cử một lần nữa tại Đại hội Quốc gia đảng Dân chủ 1980, nhưng họ đã để thua trước Ronald Reagan và George H. W. Bush của đảng Cộng hòa. Năm đó, Mondale khai mạc Thế vận hội Mùa đông Olympic lần thứ XIII tại Hồ Placid, New York.
Carter và Mondale là đội ngũ hậu tổng thống sống lâu nhất trong lịch sử Hoa Kỳ. Vào ngày 23 tháng 5 năm 2006, họ đã mãn nhiệm trong 9.254 ngày (25 năm, 4 tháng và 3 ngày), vượt qua kỷ lục cũ được xác lập bởi Tổng thống John Adams và Phó Tổng thống Thomas Jefferson, cả hai đều qua đời vào ngày 4 tháng 7 năm 1826 Vào ngày 8 tháng 9 năm 2012, Carter đã vượt qua Herbert Hoover để trở thành tổng thống có thời gian nghỉ hưu lâu nhất. Vào ngày 23 tháng 4 năm 2014, Mondale đã vượt qua Richard Nixon để trở thành phó tổng thống có thời gian nghỉ hưu lâu nhất. Vào thời điểm ông qua đời, Mondale là phó tổng thống Hoa Kỳ già nhất còn sống và Carter là (và vẫn) là tổng thống Hoa Kỳ già nhất còn sống.

## Tranh cử tổng thống năm 1984
Mondale đã chạy đua để giành được sự đề cử của đảng trong kỳ bầu cử năm 1984. Sau khi có được sự đề cử của đảng Dân chủ, ông đã chọn bà Geraldine Ferraro làm người đồng tranh cử cùng mình. Khi Mondale phát biểu tại Hội nghị Dân chủ, ông nói: "Vào cuối nhiệm kỳ đầu tiên của mình, tôi sẽ giảm được 2/3 thâm hụt ngân sách của Reagan. Hãy nói sự thật. Việc đó phải được thực hiện, việc phải làm được". Ông Reagan sẽ tăng thuế, và tôi cũng vậy." tăng thuế để chi cho các chương trình trong nước, điều này không được lòng nhiều cử tri.

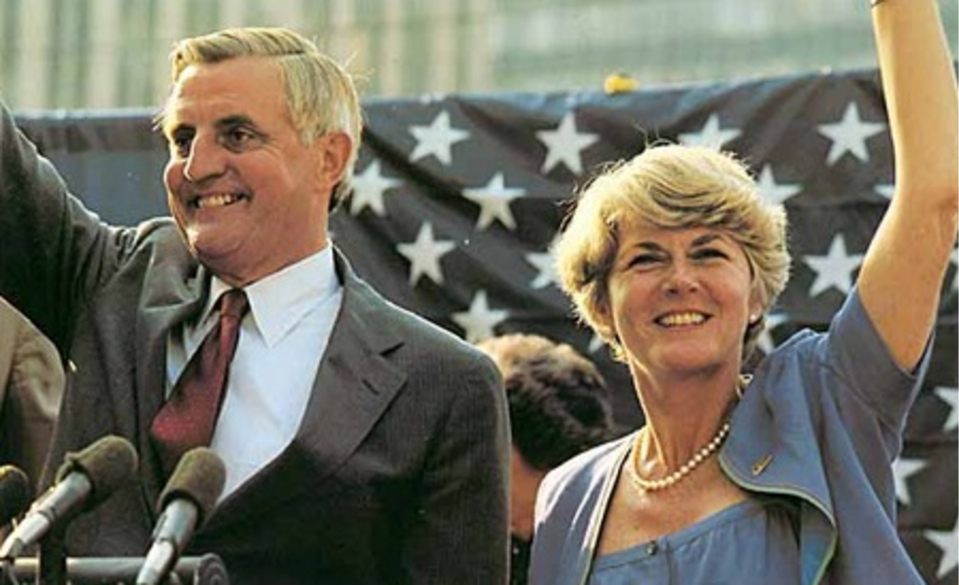
Walter Mondale và Geraldine Ferraro tại cuộc vận động năm 1984

Mondale đã thực hiện một chiến dịch tự do, ủng hộ việc đóng băng hạt nhân và Tu chính án Quyền Bình đẳng (ERA). Ông phản đối các chính sách kinh tế của Reagan và ủng hộ việc giảm thâm hụt ngân sách liên bang. Nhưng người đương nhiệm vốn đã nổi tiếng và chiến dịch của Mondale được nhiều người coi là không hiệu quả. Mondale cũng được coi là hỗ trợ người nghèo với giá của tầng lớp trung lưu. Trong cuộc tranh luận đầu tiên trên truyền hình, Mondale đã thể hiện tốt một cách bất ngờ, điều này khiến nhiều người đặt câu hỏi về tuổi tác và khả năng của Reagan để chịu đựng những yêu cầu khắc nghiệt của nhiệm kỳ tổng thống (Reagan là người lớn tuổi nhất giữ chức tổng thống - 73 tuổi - trong khi Mondale 56 tuổi). Trong cuộc tranh luận tiếp theo vào ngày 21 tháng 10 năm 1984, Reagan đã làm chệch hướng vấn đề bằng cách châm biếm, "Tôi sẽ không coi tuổi tác thành vấn đề của chiến dịch này. Tôi sẽ không khai thác tuổi trẻ và sự thiếu kinh nghiệm của đối thủ vì mục đích chính trị."
Đến ngày bầu cử, 37,577,352 phiếu bầu cho ông tương ứng với 40.6% phiếu phổ thông. Ông chỉ thắng tại thủ đô Washington và quê ông bang Minnesota tổng chỉ có 13 phiếu đại cử tri.

## Những năm cuối hoạt động chính trị

### Đại sứ tại Nhật Bản

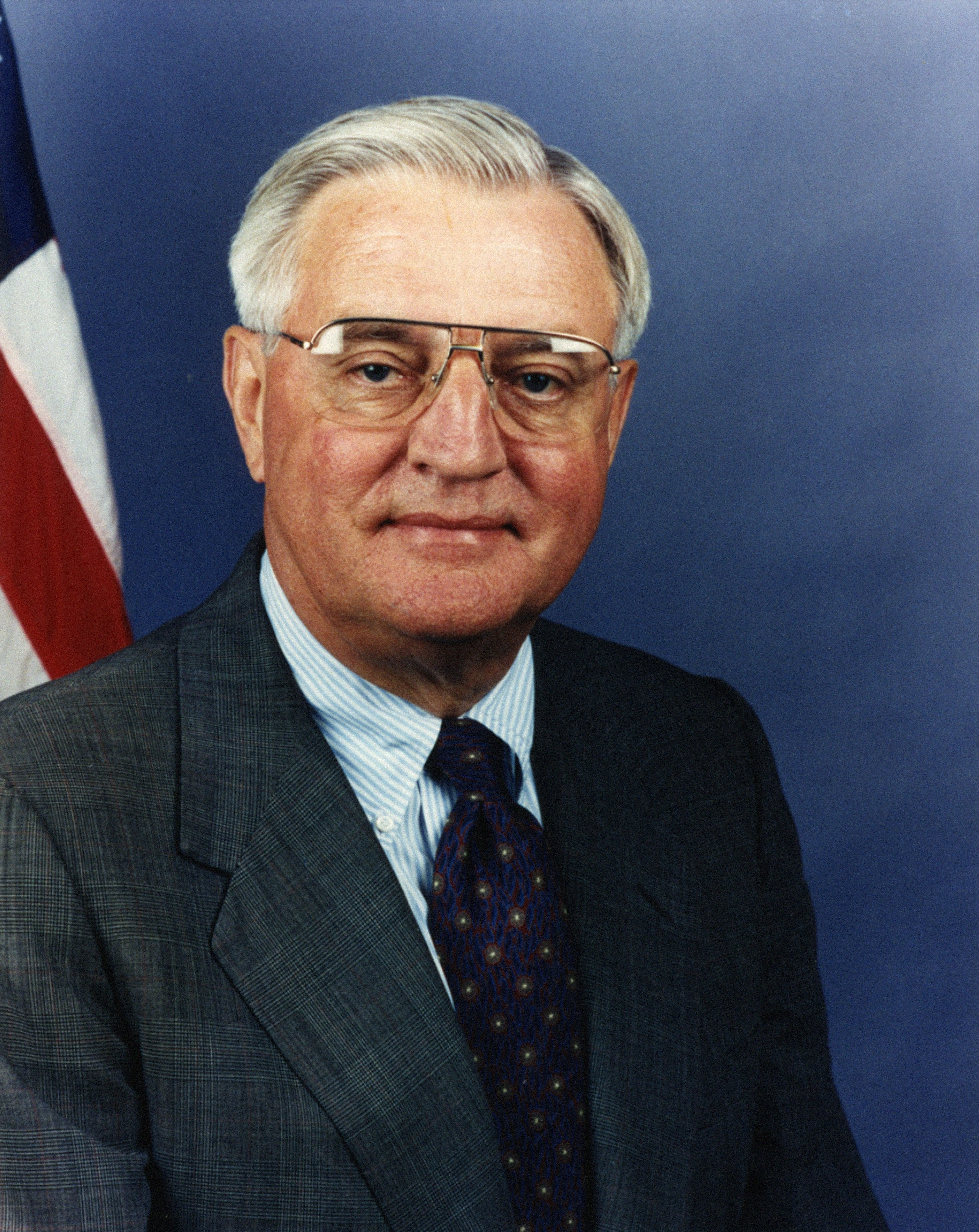
Mondale khi làm đại sứ tại Nhật

Mondale trở lại hành nghề luật sư với Dorsey & Whitney ở Minneapolis vào năm 1987. Từ năm 1986 đến năm 1993, ông chủ tịch Viện Dân chủ Quốc gia về Các vấn đề Quốc tế. Trong nhiệm kỳ tổng thống của Bill Clinton, ông là Đại sứ Hoa Kỳ tại Nhật Bản từ năm 1993 đến năm 1996, chủ trì một nhóm lưỡng đảng để nghiên cứu cải cách tài chính chiến dịch, và là đặc phái viên của Clinton tại Indonesia năm 1998.
Cho đến khi được bổ nhiệm làm Đại sứ tại Nhật Bản, Mondale là Nghiên cứu viên Đại học Xuất sắc về Luật và Các vấn đề Công tại Viện Các vấn đề Công Hubert H. Humphrey tại Đại học Minnesota. Năm 1990, ông thành lập Diễn đàn Chính sách Mondale tại Viện Humphrey. Diễn đàn đã quy tụ các học giả và nhà hoạch định chính sách hàng đầu cho các hội nghị thường niên về các vấn đề trong nước và quốc tế.
Mondale phát biểu trước Thượng viện Hoa Kỳ vào ngày 4 tháng 9 năm 2002, thực hiện một bài giảng về sự phục vụ của mình, với bình luận về sự thay đổi văn phòng của Phó Tổng thống trong chính quyền Carter, quy tắc tách rời Thượng viện để kết thúc tranh luận và quan điểm của ông về tương lai của Thượng viện. Bài giảng là một phần của "Chuỗi bài giảng về các nhà lãnh đạo" liên tục của Thượng viện kéo dài từ năm 1998 đến năm 2002.

### Tranh cử Thượng nghị sĩ
Thượng nghị sĩ bang Minnesota, đương nhiệm là Paul Wellstone đã mất vì tai nạn máy bay trước kỳ bầu cử. Mondale đã được chọn để thay thế.
Mondale đã thua trong cuộc bầu cử, nhận được 1.067.246 phiếu (47,34%) so với 1.116.697 của Coleman (49,53%). Sau khi thua cuộc, Mondale nói: "Sau khi kết thúc chiến dịch cuối cùng của tôi, tôi muốn nói với Minnesota, các bạn luôn đối xử tốt với tôi, các bạn luôn lắng nghe tôi."

## Gia đình

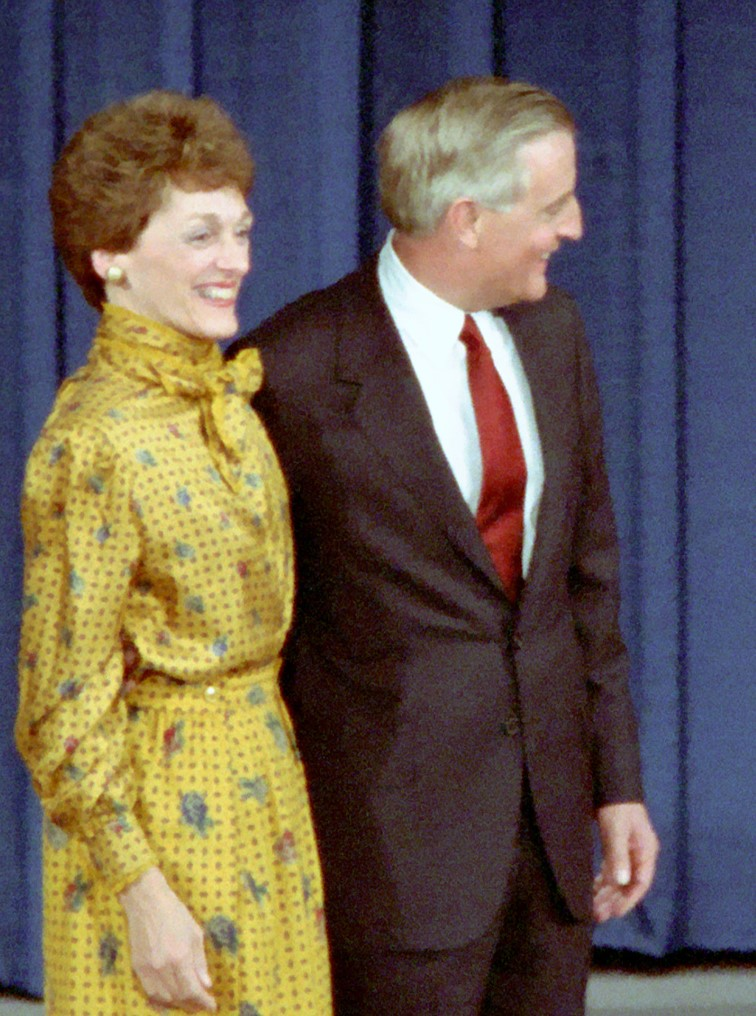
Mondale và bà Joan vào năm 1984

Vợ ông bà Joan Adams, qua đời ngày 3 tháng 2 năm 2014.
Họ có 3 người con là Ted, Eleanor, William. Con gái ông, Eleanor qua đời năm 2011 vì ung thư não. Con trai út của ông William là cựu trợ lý của Tổng chưởng lý Minnesota. Con trai cả Ted là CEO của Nazca Solutions, một liên doanh hoàn thiện công nghệ.

## Qua đời
Ông qua đời vào đêm ngày 19 tháng 4 năm 2021 tại nhà riêng ở Minneapolis trong lúc ngủ ở tuổi 93.
Một ngày trước khi qua đời, ông đã có một số cuộc nói chuyện qua điện thoại với Jimmy Carter, Bill Clinton, Joe Biden, Kamala Harris và thống đốc Minnesota Tim Walz. Mondale cũng gửi một thông điệp cuối cùng qua email cho nhân viên của mình, vì ông và gia đình đã biết "cái chết của ông sắp đến". Vào thời điểm ông qua đời, Mondale là cựu phó tổng thống Hoa Kỳ già nhất còn sống, giờ danh hiệu này là của Dick Cheney.